# Kommunista Internacionálé
A Kommunista Internacionálé, vagy röviden Komintern (oroszul: Коммунистический интернационал), más néven Harmadik Internacionálé 1919 márciusában alapított nemzetközi kommunista szervezet volt.
Az orosz hadikommunizmus időszakában alapította Vlagyimir Iljics Lenin, illetve az Orosz Kommunista Párt (bolsevikok). Önmeghatározása szerint antimilitarista szervezet volt: elhatárolta magát azoktól a baloldali pártoktól, amelyek támogatták kormányuk háborús politikáját az első világháború idején.
A szervezet valójában az orosz kommunista fordulat exportálását készítette elő, illetve az irányítás eszköze volt a Szovjetunió kezében a más országokban működő kommunista mozgalmak és szervezetek felett.
A Harmadik Internacionálé – illetve a Szovjetunió – ellen hozta létre a hitleri Németország és Japán 1936-ban az antikomintern paktumot.

## A II. Internacionálé felbomlása
A Komintern a még nem a kommunisták irányítása alatt álló II. Internacionálé (Szocialista Internacionálé) romjain született.
A II. Internacionálén belül az 1915-ben tartott zimmerwaldi konferencián lettek nyilvánvalóvá a súlyos ellentétek, ahol a Lenin vezette "Zimmerwaldi Baloldal" keményen bírálta azokat a tagpártokat, amelyek támogatták országuk egységkormányának háborús politikáját. Azzal vádolták őket, hogy azok burzsoá imperialista háborút támogatnak és hagyják, hogy a tőkések egymás ellen fordítsák a munkásokat, ahelyett hogy háborúellenes egységfrontot alakítanának ki. Az ellentétek 1916-ban a II. Internacionálé feloszlásához vezettek.
A Kominternt a háború borzalmai és az orosz kommunista fordulat után megerősödött Zimmerwaldi bal hívei hozták létre, antimilitarista alapokon. Oroszországban ekkor polgárháború dúlt, az orosz kommunisták pedig olyan elméletek hívei voltak, amelyek a kommunizmus továbbterjesztését akár fegyveres harc árán is szükségszerűnek ítélték.

### Internacionalizmus
A II. Internacionálé kettészakadása a baloldali pártok és irányzatok közti ideológiai jellegű véleményeltéréseket is jelzett, illetve felerősített. A kommunista irányzat például nem csak radikálisabb, hanem sokkal határozottabban internacionalista volt a többieknél és legalább retorikájában a "nemzet", mint olyan ellensége (bár a Szovjetunió fennállása során ez a sokszor hangsúlyozott internacionalizmus szovjet-orosz imperialista törekvéseket fedett el). „A nemzet ugyanis a tőkés fejlődés meghatározott szakaszának ideológiai kifejeződése, amely e szakasz elmúltával feltétlenül elveszti ideológiai jelentőségét” – írta 1921-ben a kommunista Lukács György.

## Kongresszusai
A Komintern hét világkongresszust tartott, az elsőt 1919 márciusában, a hetediket és egyben az utolsót 1935-ben, az Antikomintern paktum megalapításának előestéjén. A Harmadik Internacionálét 1943 májusában oszlatták fel.
1938-ban Trockij száműzetésben élő hívei, akik számára a Szovjetunió "degenerált munkásállam" volt létrehozták a Negyedik Internacionálét. A trockisták és utódaik csak a Komintern első négy kongresszusát ismerik el, a "baloldali kommunizmus" (nem bolsevik) hagyományának követői pedig csak az első kettőt. A mai Szocialista Internacionálé a Komintern előtti időktől visszafelé az időben számítja saját hagyományait. A sztálinizmust és maoizmust ma is tisztelők a Komintern mind a hét kongresszusát elismerik.

## A Komintern és az antimilitarizmus
A Komintern a második világháború előestéjén is az antimilitarizmus és a be nem avatkozás elveit vallotta és azt, hogy ismét imperialista háború készül a különböző nemzetek uralkodóosztályai között. Sztálin a távolságtartásnak megfelelő külpolitikát folytatott. Az 1938-as, Csehszlovákia sorsáról döntő Müncheni egyezményből a Szovjetuniót eleve kihagyták (ebben Franciaország és az Egyesült Királyság, igaz, a béke érdekére hivatkozva, kiszolgáltatták a cseh Szudétákat). A következő év augusztusában pedig a Szovjetunió megkötötte Németországgal a Molotov–Ribbentrop-paktumot.
Amikor azonban 1941. június 22-én megindult a Szovjetunió lerohanására készült német Barbarossa terv végrehajtása, a Komintern feladta antimilitarista platformját és nyíltan a szövetséges hatalmakat kezdte el támogatni. Később, 1943. május 15-én fel is oszlatták a szervezetet (a németek ellenőrizte területeken nem tudott működni, a szövetségeseknél meg nem volt célszerű működtetni).
Utódját, a Kominformot 1947 decemberében hozták létre, a Párizsi konferencia után, amely 1947 júliusában a Marshall-segélyről döntött. A Szovjetunió visszautasította segélyt és az általa megszállt államokat sem engedte részesülni belőle. Az antimilitarizmus elveiről ekkor már szó sem lehetett. Megkezdődött a hidegháború.